# Manifestations sud-coréennes de 2015
Les manifestations sud-coréennes de 2015 sont des manifestations ayant eu lieu principalement le 14 novembre 2015 à Séoul. Ce jour-là, près de 100 000 personnes auraient participé à ces évènements : 130 000 selon les organisateurs, 68 000, selon la police. Ces manifestations ont fait dix blessés selon les autorités et près de 50 personnes sont arrêtées. Les organisations de ces manifestations annoncent de nouvelles actions pour le 5 décembre 2015.
Lors de ces évènements, la police a utilisé des bus pour bloquer le cortège, ainsi que des gaz lacrymogènes et des canons à eau lançant de l'eau imprégnée de produits irritants et également de colorant bleu pour identifier les manifestants.
Les manifestants protestent notamment contre la réintroduction de livres d'histoires étatiques pour les élèves, livres qu'ils soupçonnent d'être complaisants et de revaloriser le régime dictatorial de Park Chung-hee, père de l'ancienne présidente de Corée du Sud, régime dictatorial qui de plus est celui qui avait introduit en 1973 ce genre de livre d'histoire étatique. Une autre des revendications de ces manifestations est l'annulation des réformes du droit du travail qui permettraient des licenciements plus faciles, vues comme bénéficiant surtout aux chaebols,.